# 櫛部静二
櫛部 静二（くしべ せいじ、1971年11月11日 - ）は、日本の陸上競技選手で運動生理学者。城西大学経営学部教授、城西大学男子駅伝部監督。1時間走の日本記録保持者。山口県宇部市生まれ。宇部鴻城高等学校・早稲田大学人間科学部スポーツ科学科卒業、日本体育大学大学院修了。

## 来歴・人物
宇部鴻城高等学校3年時の1989年、インターハイ3000メートル障害において、8分54秒27の大会新で優勝。同年スーパー陸上で8分44秒77の高校記録樹立(三浦龍司が更新するまで30年間保持)。
1990年、早稲田大学人間科学部に入学し、同期の武井隆次、花田勝彦らと共に早大三羽烏と呼ばれた。同大学競走部在籍1年目の1991年から箱根駅伝2区走者として抜擢される。トップでタスキを受けながらも、後半大失速するというアクシデントに見舞われる。大失速した理由として、折からの体調不良により脱水症状に陥ったと言われていた。実際は、前年末に合宿所にOBから刺身が差し入れられたものの、自身はその時外出中で食べる事が出来ず、翌日に残っていたものを食べてしまった結果、軽い食中毒になってしまったため。また、この時は前半から靴紐がほどけたまま走っている姿をテレビ中継の早い段階から指摘されており、大丈夫かと心配されながらの後半大失速であった。トップから14位に転落し、フラフラになりながら右に左に蛇行し、時に歩きだしたり、立ち止まり両手で顔を覆うシーンがテレビで生中継され、この大会での思い出深いシーンとなった。結局、次走者の花田勝彦にはなんとか中継に成功。しかしその失敗をバネに、1992年の全日本インターカレッジ10000mにおいて28分52秒25で優勝し、翌々年1993年の3年時、箱根駅伝1区（21.4km）で1時間02分09秒の区間新記録をマークし区間賞を取り、同期の武井隆次、花田勝彦や、その年入学した渡辺康幸とともにチームの往路優勝、総合優勝に貢献した。
大学卒業後の1994年、早大OBの瀬古利彦が監督を務めていたエスビー食品に入社。1998年の全日本実業団1万mで優勝するなどの活躍をしたが、同年指導者になりたいとして退社。日本体育大学大学院進学後、愛三工業に所属する実業団選手として、また指導者として城西大学駅伝部コーチとして復帰。
指導者として多忙ながらも精力的に各種レースへ出場し、自らの走りで学生たちを牽引している。2004年の北京国際マラソンでは前日の箱根駅伝予選会で城西大の予選通過を見届け、その後に飛行機で移動するという強行スケジュールで睡眠時間もままならないまま30km過ぎまでトップを独走するという離れ業をやってのけた。
2006年にはTBS系連続ドラマ「鉄板少女アカネ!!」に出演。この時に共演した堀北真希から北京国際マラソンへの応援メッセージを送られる。
陸上競技マガジン「T&F 3分クリニック」で長距離部門の連載も担当している。
甥は帝京大学駅伝競走部に所属していた元永好多朗。

## 主な職歴
- 1994年ヱスビー食品入社
- 2004年城西大学理学部保健体育助手
- 2001年城西大学男子駅伝部コーチ就任
- 2005年城西大学経営学部 マネジメント総合学科の講師

## 主な記録
（マラソンベストタイム　　2:11:22）
- 1989年全国高校選手権大会 3000m障害 優勝　※この年に出した8分44秒77は2019年に三浦龍司（洛南）に更新されるまで30年もの間、日本高校最高記録だった。
- 1992年全日本大学選手権大会 10000m 優勝
- 1993年第69回箱根駅伝1区区間賞（区間新）
- 1996年シドニーマラソン　第2位（2:16:17）
- 1998年全日本実業団陸上競技選手権　10000m 優勝
- 2002年防府読売マラソン　第3位（2:11:22）
- 2004年北京国際マラソン　第8位（2:17:00）
- 2005年東京国際マラソン（2:16:52）
- 2006年北京国際マラソン  第21位（2:19:16）

## 関連書籍
- 箱根駅伝 男たちの記録 - 2008年11月1日発行 ISBN 9784796666978
- 基礎からわかる！中長距離走トレーニング